# Protection des oiseaux du Québec
Protection des oiseaux du Québec (en anglais, Bird Protection Quebec ou BPQ) est la plus ancienne organisation d’ornithologues au Québec.
La mission de l'organisation est la conservation des oiseaux sauvages et de l'environnement. Avec le soutien de ses membres, elle possède et gère des réserves naturelles où la faune peut s'épanouir, soutient la recherche sur des problèmes rencontrés par les oiseaux et l'environnement, participe aux projets de rétablissement de nombreuses espèces menacées et sensibilise le public.
Protection des oiseaux du Québec s’acquitte de sa mission en s’appuyant sur les principes directeurs et les valeurs suivantes :
- la faune, et les oiseaux en particulier, ont une valeur intrinsèque ; il est utile d’apprécier la beauté et la grâce des oiseaux, leur mode de vie et leurs capacités ;
- il est de la plus haute importance de conserver les populations d'oiseaux et leurs habitats ;
- la connaissance des oiseaux, en particulier la connaissance scientifique, constitue un élément important dans la compréhension du milieu naturel ;
- des lois devraient être promulguées et appliquées pour protéger les oiseaux et leurs habitats.

## Histoire
Protection des oiseaux du Québec a été fondée en 1917 sous le nom de Société de protection des oiseaux de la province de Québec.
En 2009, Protection des oiseaux du Québec a transféré ses archives au Musée McCord d'histoire canadienne à Montréal.
Le livre de Margaret Arnaudin, The Official History of Bird Protection Quebec – A Bird in the Bush, décrit l'histoire de Protection des oiseaux du Québec depuis sa création jusqu'en 2002,.

## Activités
Les activités de l'organisation incluent :
- des visites sur le terrain, tout au long de l'année ;
- des réunions mensuelles avec des conférenciers compétents ;
- un bulletin, The Song Sparrow, pour informer les membres des activités de l'organisation ;
- une lettre d'information électronique mensuelle ;
- le Recensement des oiseaux de Noël, en collaboration avec les ornithologues amateurs d'Amérique du Nord et d'Amérique centrale ;
- des voyages, des sorties, des concours, des cours, des informations et bien d'autres choses.